# Santa María del Camino
Santa María del Camino är en ort i Mexiko.   Den ligger i kommunen Tequisquiapan och delstaten Querétaro Arteaga, i den centrala delen av landet, 140 km nordväst om huvudstaden Mexico City. Santa María del Camino ligger 1 901 meter över havet och antalet invånare är 414.
Terrängen runt Santa María del Camino är varierad. Runt Santa María del Camino är det ganska tätbefolkat, med 149 invånare per kvadratkilometer. Närmaste större samhälle är San Juan del Río, 12,9 km sydväst om Santa María del Camino. I omgivningarna runt Santa María del Camino växer huvudsakligen savannskog.